# 于德海
于德海（1877年—1965年），张家口市人，回族，1946年4月张家口市政府正式成立后，经张家口市第一届参议会选举，任副参议长（相当于市委副书记）。
历任张家口市各界人民代表、察哈尔省各界人民代表会议代表、中国回民文化促进会委员、副主任，张家口市政协副主席、市民族事务委员会副主任、河北省人民代表、河北省政协委员等职。